# الركبة اليمنى (نجم)
الركبة اليمنى أو كابا الجبار Kappa Orionis اسمه بالإنجليزية أيضًا Saiph مشتق من الكلمة العربية "سيف"، وهو سادس ألمع النجوم في كوكبة الجبار. ويقع النجم في الزاوية الجنوبية الشرقية من الجبار. وسيراه مراقب في النصف الشمالي من الكرة الأرضية في أسفل يسار الجبار مناظرًا لرجل الجبار، بينما المراقب في النصف الجنوبي سيراه في أعلى اليمين.
يبعد نجم الركبة اليمنى 720 سنة ضوئية عن الأرض وتبلغ كتلته من 15 إلى 17 مرة كتلة شمسية. ويبلغ قدره الظاهري 2.06 وتبلغ درجة حرارة سطحه 26.000 كلفن. يعتبر نجمًا أزرقَ فائق العملقة وأغلب انبعاثات الطاقة على شكل أشعة فوق بنفسجية. لذلك يظهر ضوؤه خافت وأقل من رجل الجبار رغم أنه أكبر من رجل الجبار، وهو أشد ضياء من الشمس 57.000 مرة (الضياء الكلي يعني جميع الإشعاعات التي يشعها الجرم الساوي في جميع أطوال الموجة للأشعة من الطيف). النجوم الكبيرة مثل الركبة اليمنى مؤهلة لأن تنفجر على شكل مستعر أعظم.

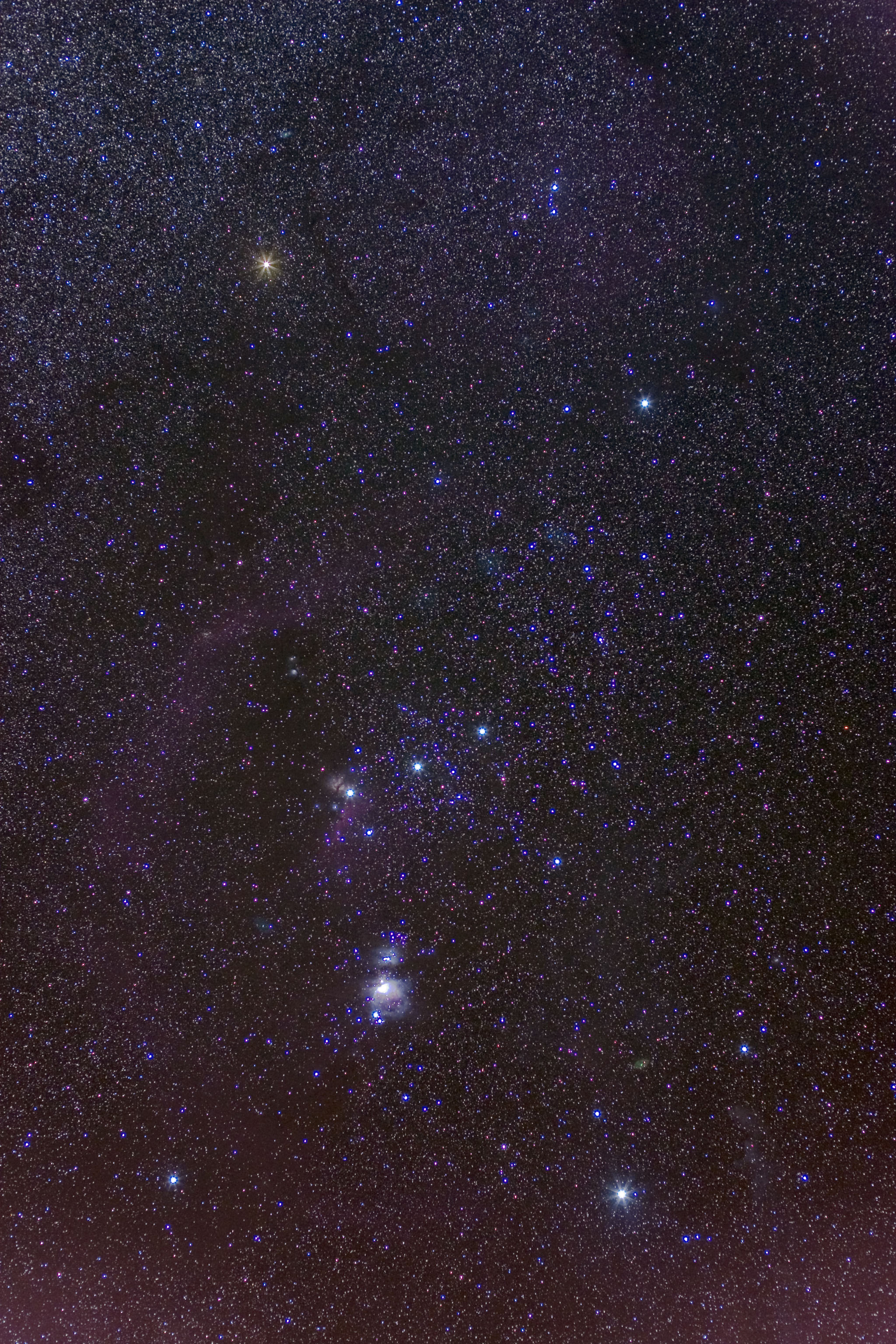
كوكبة الجبار، نجم الركبة اليمنى يرى أسفل اليسار (أنقر لتكبير الصورة).

## وصلات خارجية
- (بالإنجليزية) Saiph (Kappa Orionis)